# Dama di Ibiza

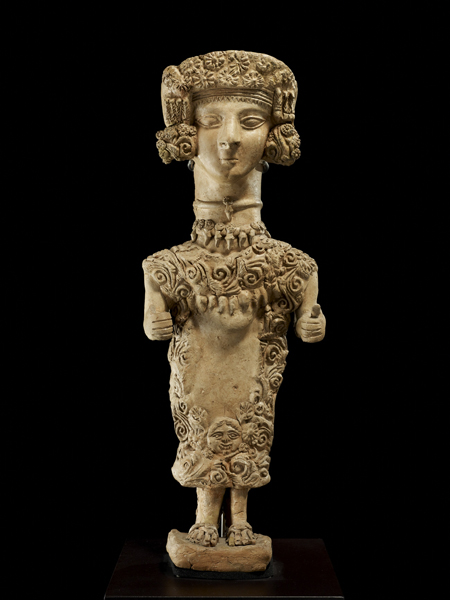
Dama di Ibiza.

La Dama di Ibiza è una figura d'argilla alta 47 centimetri, risalente al III secolo a.C.. Fu ritrovata nella necropoli posta sul Puig des Molins a Ibiza, isola delle Baleari. Fu realizzata con uno stampo e presenta una cavità sul retro, caratteristica di tutte le altre Dame ritrovate, fatto che ipotizza l'uso per conservare  reliquie, offerte funerarie o le ceneri del defunto.
Si ritiene che sia la rappresentazione della dea cartaginese Tanit, legata alla dea fenicia Astarte. La figura presenta vesti e gioielli molto ricchi.
Attualmente è stata collocata nel Museo archeologico nazionale di Spagna a Madrid nella stessa sala con la Dama di Elche e la Dama di Baza.